# Autre-Église
Autre-Église is een dorp in de Belgische provincie Waals-Brabant en deelgemeente van de gemeente Ramillies. Tot 1 januari 1977 was het een zelfstandige gemeente.
De Kleine Gete stroomt ten oosten van Autre-Église. In het noordwesten van Autre-Église ligt tegen de grens met Bomal het gehucht Hédenge. In het zuiden ligt op de grens met Offus en Folx-les-Caves op de Kleine Gete het gehucht Fodia.
De plaats had ook een station Autre-Eglise aan spoorlijn 147.

## Bezienswaardigheden
- De Onze-Lieve-Vrouw-Bezoekingkerk (Église Notre-Dame de la Visitation) is een classicistisch kerkgebouw van 1759-1766, opgetrokken in Gobertangesteen.
- De Sint-Foillankapel (Chapelle Saint-Feuillen) in het gehucht Hédenge uit de 14e-15e eeuw en deels herbouwd in 1667.
- Het Kasteel van Hédenge (Château d'Hédenge) is een neoclassicistisch bouwwerk van 1840.
- De Vroegere pastorie van 1726
- De Hoeve Hamoir, een grote vierkantshoeve uit de 18e en 19e eeuw
- Het vroeger gemeentehuis van Autre-Eglise (momenteel postkantoor) uit de 19e eeuw
- Het vroegere treinstation van Autre-Eglise van einde 19e eeuw
- La Margelle, dat al café is sedert einde 19e eeuw

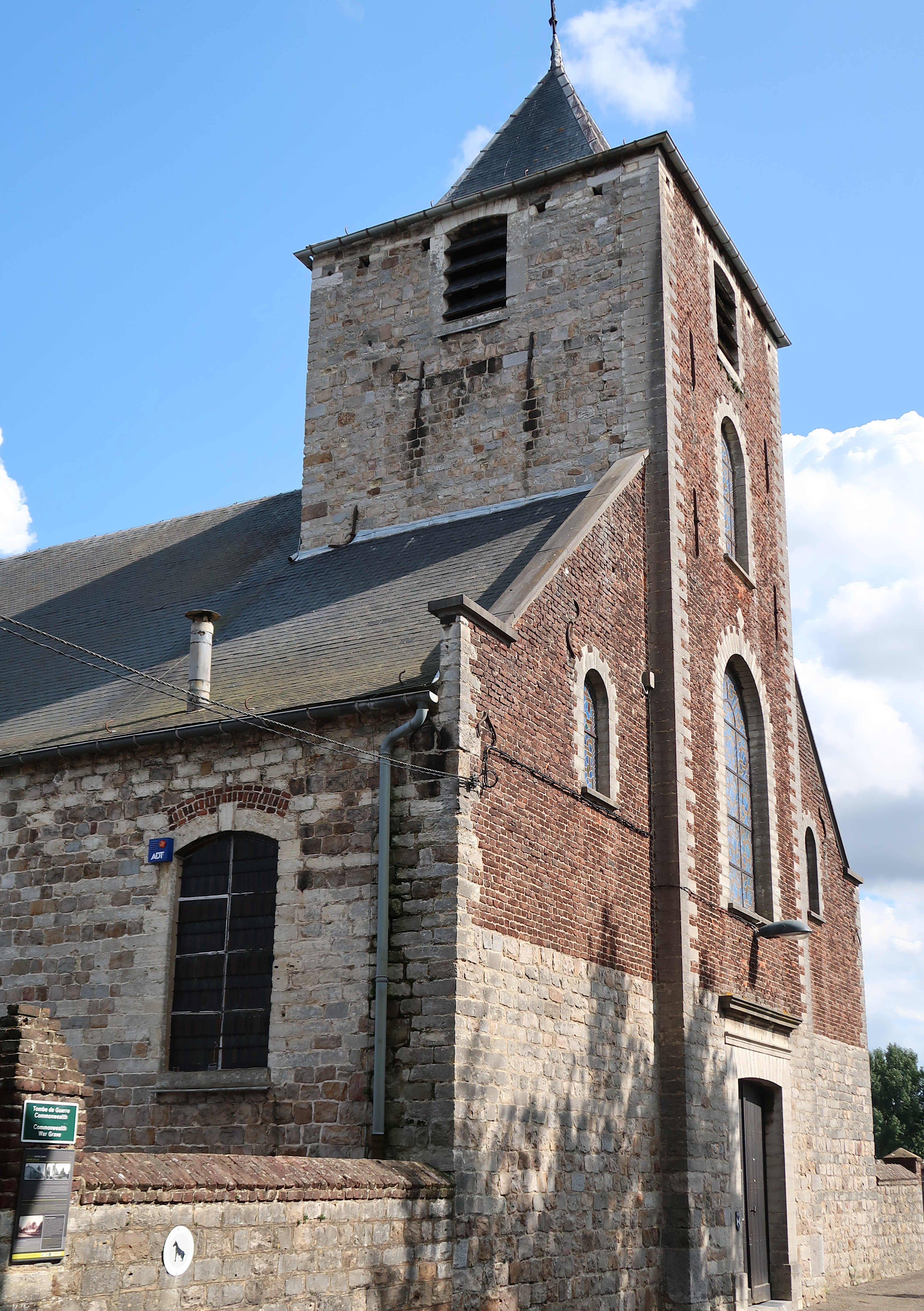
De kerk van Autre-Eglise
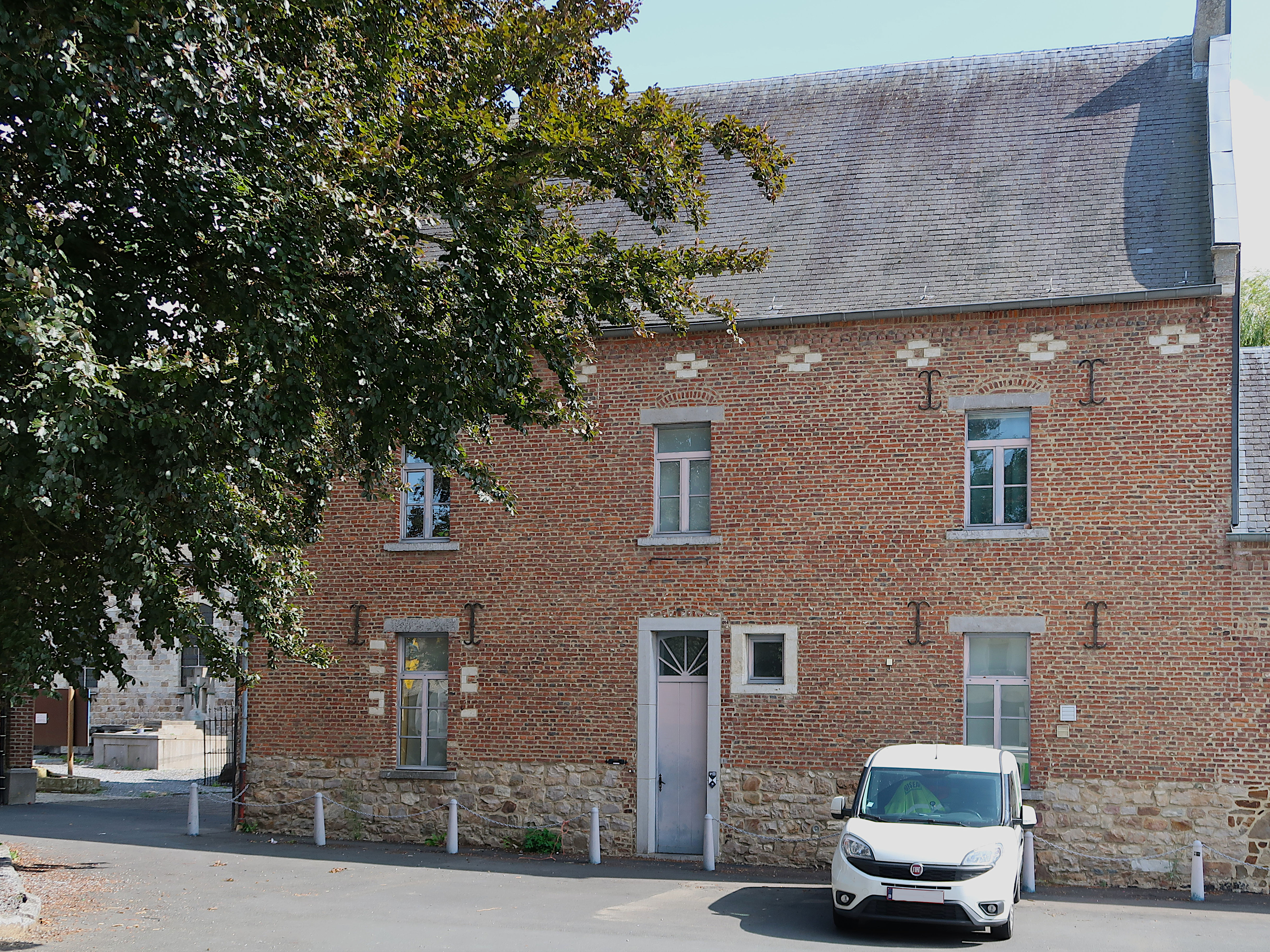
De oude pastorie
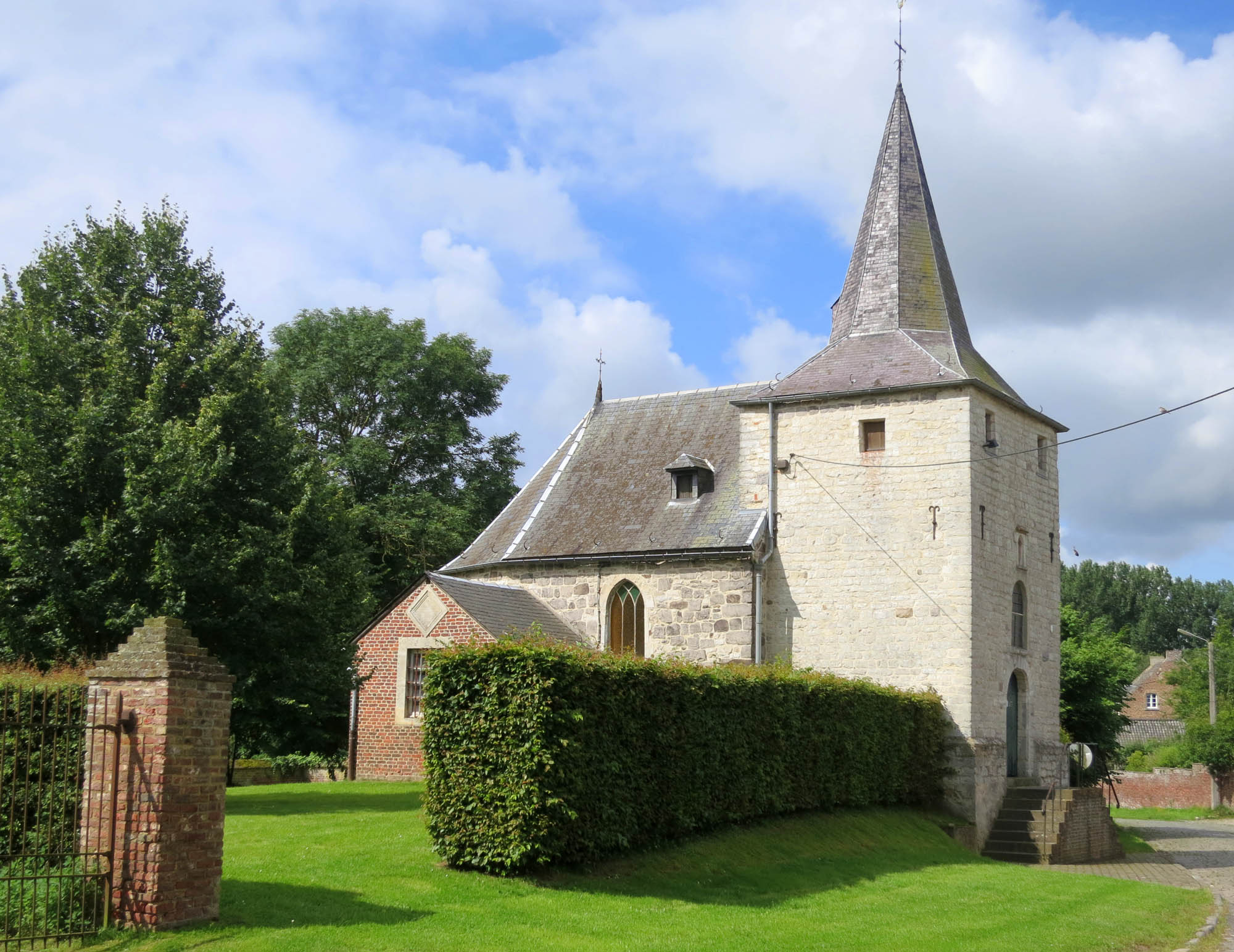
Kapel Saint-Feuillen in Hédenge
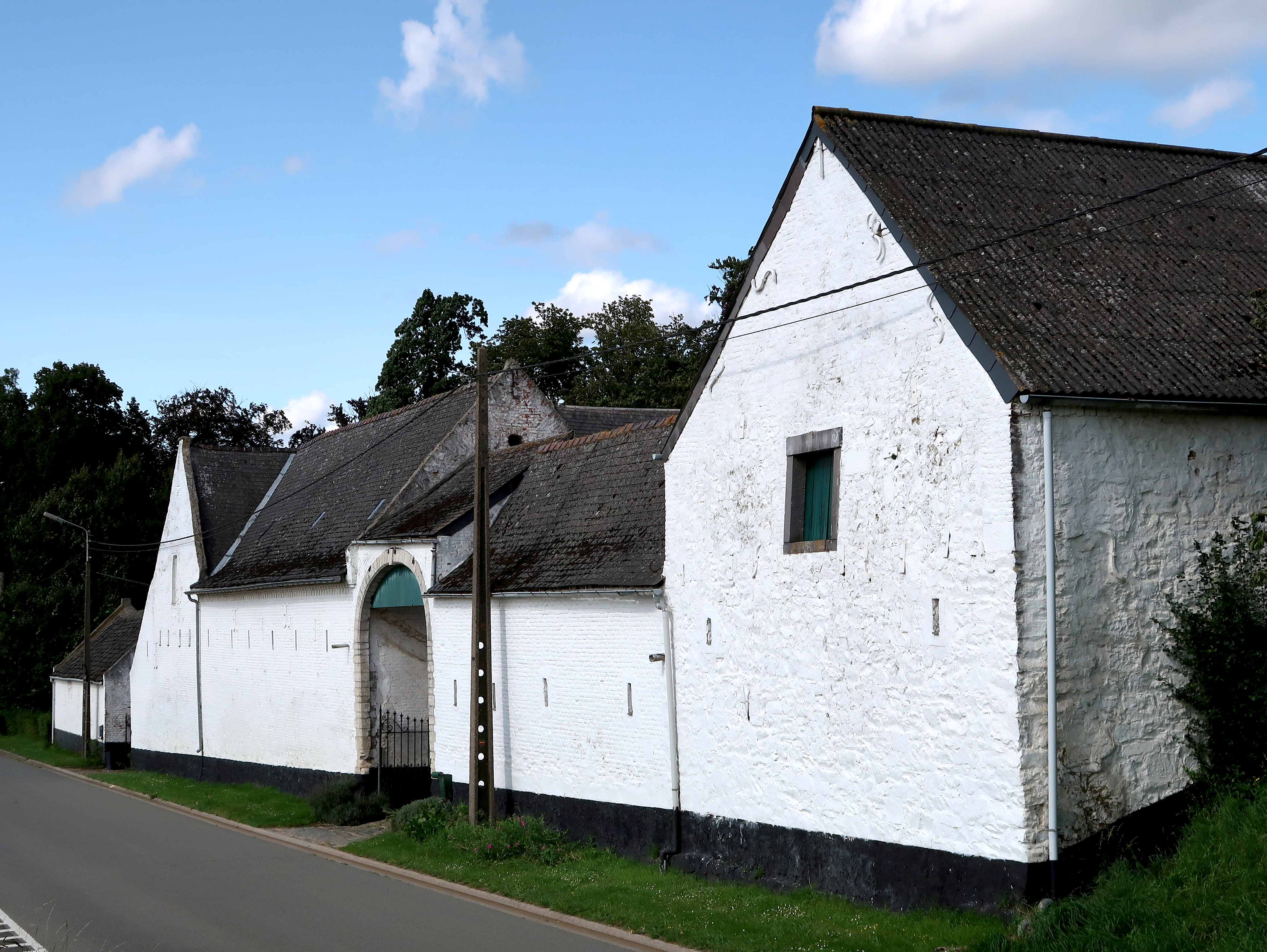
Hoeve Hamoir
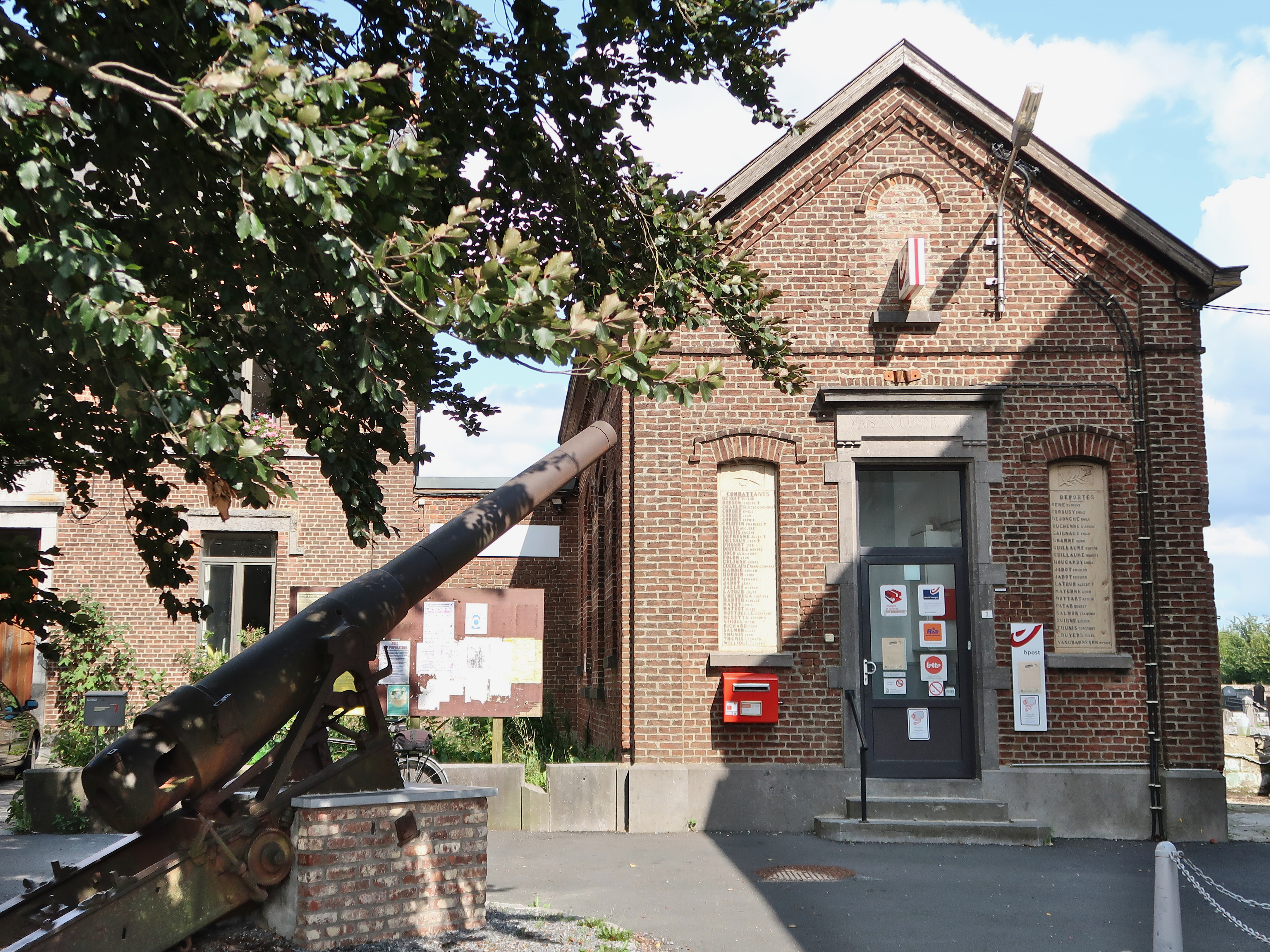
Het kleine gemeentehuis en het kanon van 1918
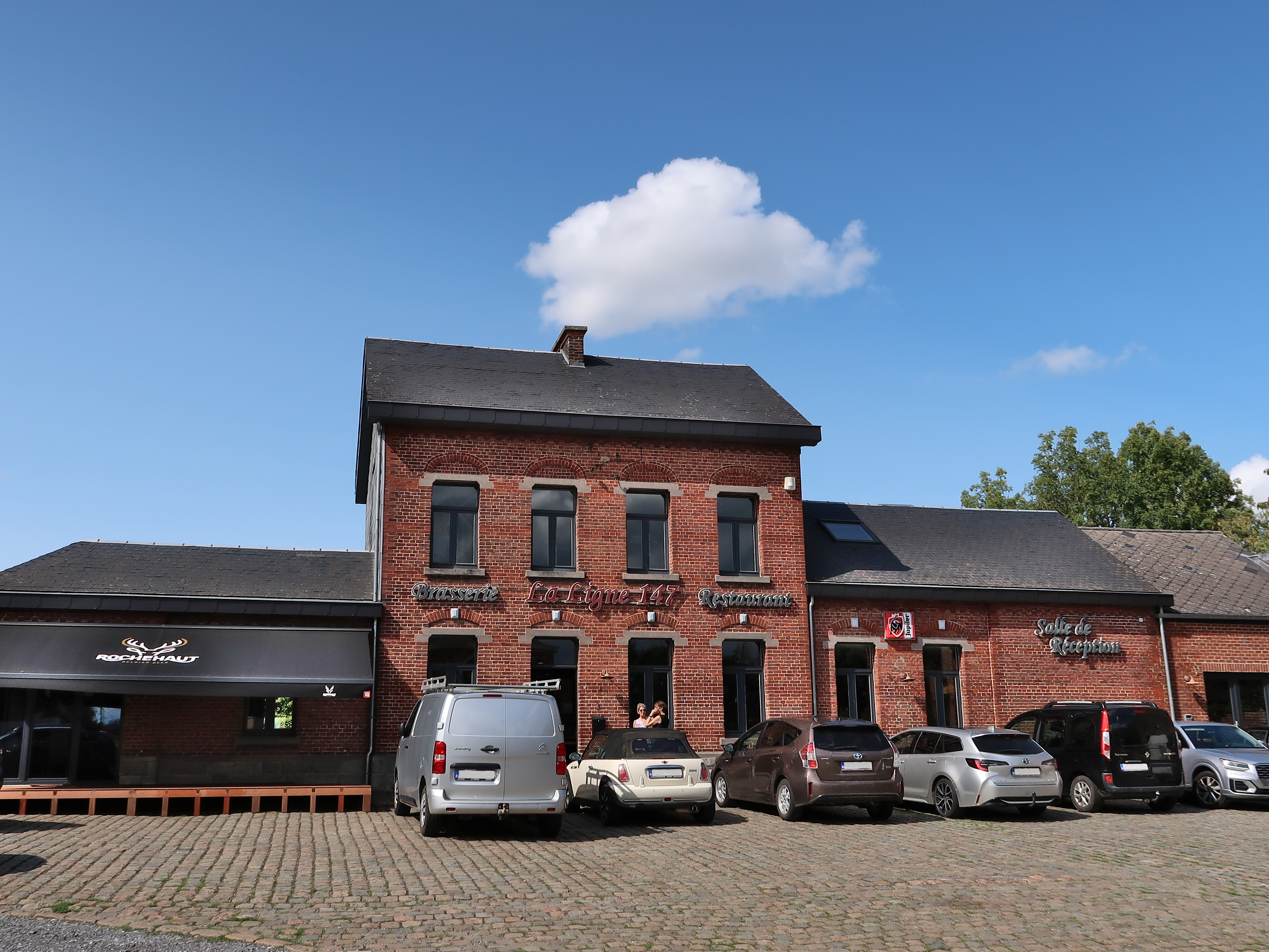
Het vroegere station
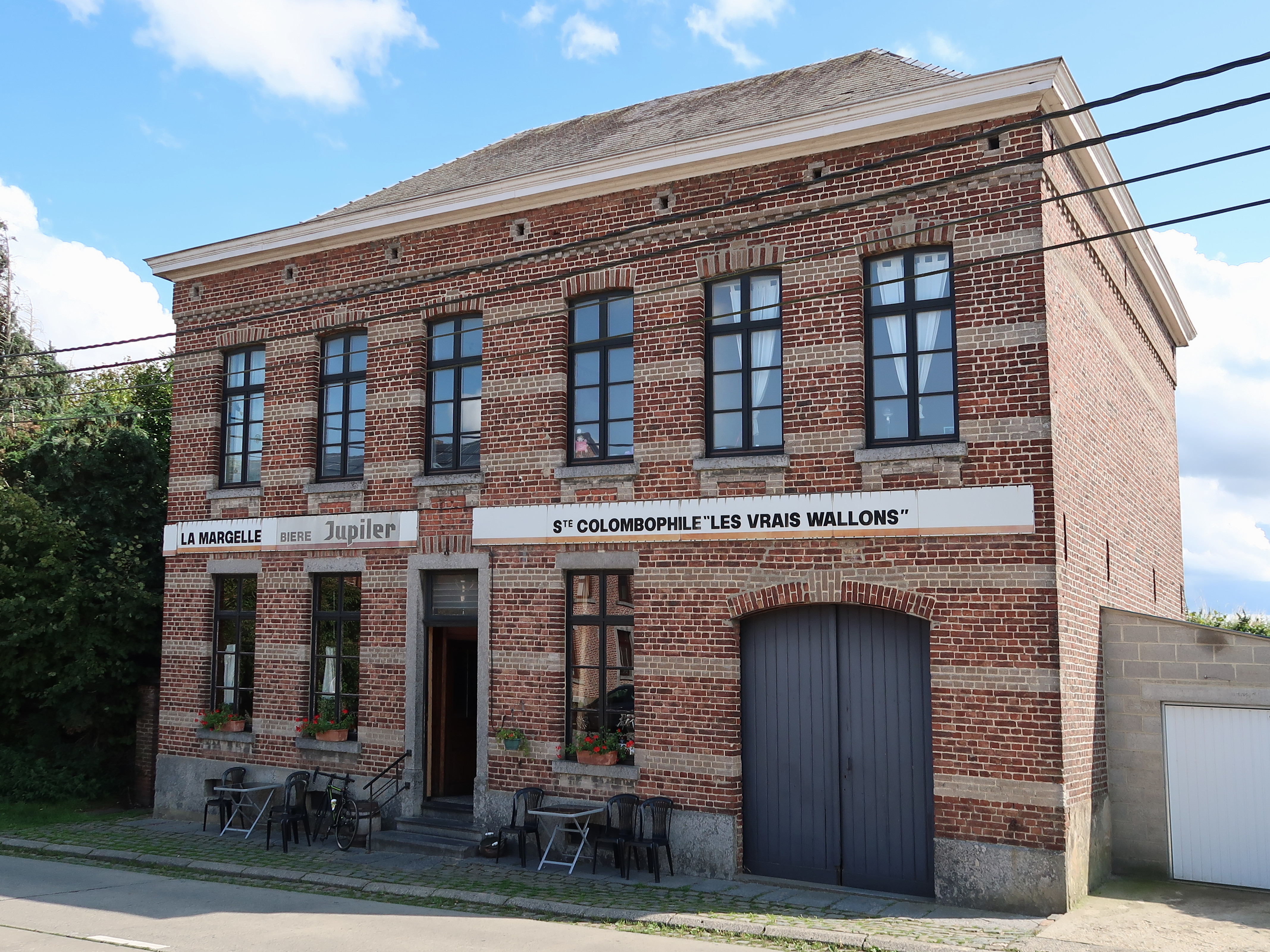
Café La Margelle

## Natuur en landschap
Autre-Église ligt aan de Frambais. De hoogte aan de kerk bedraagt 118 meter.

## Demografische ontwikkeling
- Bron: NIS; Opm:1831 t/m 1970=volkstellingen; 1976=inwoneraantal op 31 december

## Nabijgelegen kernen
Folx-les-Caves, Offus, Bomal, Huppaye, Molembais-Saint-Pierre, Émines
Deelgemeenten: Autre-Église · Bomal · Geest-Gérompont-Petit-Rosière · Grand-Rosière-Hottomont · Huppaye · Mont-Saint-André · Ramillies-Offus

Overige dorpen en gehuchten: Geest-Gérompont · Gérompont · Grand-Rosière · Hédenge · Hottomont · Molembais-Saint-Pierre · Offus · Petit-Rosière

Belgische gemeenten · Arrondissement Nijvel · Waals-Brabant · Wallonië